# Matheus Cunha
Matheus Santos Carneiro Da Cunha (João Pessoa, 1999. május 27. –) ismertebb nevén Matheus Cunha, olimpiai bajnok brazil labdarúgó, középpályás, a Manchester United játékosa.

## Pályafutása

### Klubcsapatokban
Matheus Cunha a Coritiba csapatában nevelkedett, majd 2017 nyarán szerződött Európába, a svájci Sion csapatához. Első mérkőzését új csapatában a 2017–2018-as Európa-liga harmadik selejtezőkörében játszotta a litván Sūduva ellen július 27-én. A 3–0-s vereséggel végződő találkozón a kezdőcsapatban kapott helyet és az 58. percig volt a pályán. A svájci élvonalban augusztus 10-én mutatkozott be az FC Zürich elleni mérkőzésen.

#### Leipzig
Az egész idényt figyelembe véve 29 bajnoki mérkőzésen 10 gólt szerzett és nyolc gólpasszt adott. 2018. június 24-én a német RB Leipzig szerződtette. Július 26-án a svéd BK Häcken elleni Európa-liga 2. selejtezőkörének első mérkőzésén gólt és gólpasszt jegyzett, ez volt az első tétmérkőzése a német klubban. A következő fordulóban a román Universitatea Craiova ellen 3–1-re megnyert első mérkőzésen ismét eredményes volt. Augusztus 26-án a Borussia Dortmund ellen mutatkozott be a bajnokságban a hazai pályán 4–1-re elvesztett találkozón, a 72. percben Jean-Kévin Augustin cseréjeként. Négy nappal később az ukrán Zorja Luhanszk elleni  selejtező mérkőzésen a 3. gólját szerezte meg és bejutottak a csoportkörbe. Október 4-én a Rosenborg BK 3–1-re való legyőzésében egy góllal segítette klubját. Október 25-én az Európa-liga csoportkörében a skót Celtic ellen a 31. percben szerzett vezetést csapatának, a mérkőzést 2–0-ra nyerték meg. November 3-án első alkalommal kezdőként lépett pályára és góllal hálálta meg a bizalmat, a 75. percben cselek sorozatát követően lőtt a kapu jobb felső sarkába a Hertha BSC ellen 3–0-ra megnyert bajnoki mérkőzésen. December 13-án az Európa-ligában a Rosenborg BK ellen gólt szerzett, de a mérkőzés hajrájában kapott góllal csak döntetlent játszott hazai pályán, így a csoport 3. helyén végeztek. 2019. február 6-án a kupában első alkalommal lépett pályára és a 9. percben Lukas Klostermann indítását átvette és 11 méterről a jobb sarokba lőtte a labdát a VfL Wolfsburg ellen 1–0-ra megnyert mérkőzésen.

#### Hertha
2020 januárjában a Hertha BSC igazolta le. Február 15-én a Paderborn csapata ellen mutatkozott be új klubjában. Február 28-án megszerezte első gólját a fővárosi csapat színeiben a Fortuna Düsseldorf ellen 3–3-ra végződő bajnoki mérkőzésen. A következő fordulóban ismét eredményes tudott lenni a a Werder Bremen klubja ellen. Május 16-án a TSG 1899 Hoffenheim csapata elleni idegenbeli találkozón volt eredményes. A következő fordulóban csapata 4–-ra győzte le hazai pályán az 1. FC Union Berlin klubját a berlini derbin. A bajnoki mérkőzés 61. percében talált a kapuba, majd öt perccel később lecserélte őt Bruno Labbadia vezetőedző. Egy szezon alatt 40 tétmérkőzésen 13 gólt és 10 gólpasszt ért el a berlini klubban.

#### Atlético Madrid
2021 nyarán az Atlético Madrid igazolta le, mintegy 30 millió euróért cserébe. Augusztus 28-án mutatkozott be a bajnokságban a Villarreal elleni 2–2-re végződő találkozón Thomas Lemar cseréjeként. Október 28-án első bajnoki gólját szerezte meg a Levante csapata ellen.

#### Wolverhampton Wanderers
2023. január 1-jén a Wolverhampton Wanderers csapata kölcsönben igazolta le. Júliusban aktiválták a szerződésben foglaltakat és 2027. június 30-ig szerződtették. 2025 februárjában 2029-ig hosszabbított.

#### Manchester United
2025. június 1-jén a Manchester United bejelentette Cunha szerződtetését. Az angol klub 62,5 millió fontot fizetett a brazil támadó játékjogáért. Marcus Rashford 10-es mezét kapta meg érkezése után. Augusztus 17-én mutatkozott be a csapatban, az Arsenal elleni bajnokin.

### A válogatottban
2018. október 13-án]mutatkozott be a brazil U20-as labdarúgó-válogatottban a chilei U20-as válogatott elleni barátságos mérkőzésen Paulinho cseréjeként. Két nappal később a visszavágón megszerezte első gólját, a mérkőzés 2–2-es döntetlennel ért véget. Részt vett a 2019-es Touloni Ifjúsági Tornán, ahol az aranyérem mellett a gólkirályi címet is megnyerte.
2021 nyarán aranyérmet nyert a brazil válogatottal a tokiói olimpián. 2020 szeptemberében bekerült a felnőtt keretbe, de a Bolívia és Peru elleni 2022-es labdarúgó-világbajnokság-selejtező találkozóján a kispadon kapott lehetőséget. 2021. szeptember 2-án Chile ellen debütált.

## Család
2020. május 22-én a megszületett első gyermeke, amit egy nappal később jelentett be az Instagramon.

## Statisztika
2025. augusztus 17-i állapotnak megfelelően.
| Klub                    | Szezon               | Bajnokság | Bajnokság | Kupa  | Kupa  | Ligakupa | Ligakupa | Nemzetközi | Nemzetközi | Egyéb | Egyéb | Összesen | Összesen |
| Klub                    | Szezon               | Mérk.     | Gólok     | Mérk. | Gólok | Mérk.    | Gólok    | Mérk.      | Gólok      | Mérk. | Gólok | Mérk.    | Gólok    |
| ----------------------- | -------------------- | --------- | --------- | ----- | ----- | -------- | -------- | ---------- | ---------- | ----- | ----- | -------- | -------- |
| Sion                    | 2017–18              | 29        | 10        | 0     | 0     | —        | —        | 2          | 0          | 2     | 0     | 33       | 10       |
| Sion                    | Összesen             | 29        | 10        | 0     | 0     | 0        | 0        | 2          | 0          | 2     | 0     | 33       | 10       |
| RB Leipzig              | 2018–19              | 25        | 2         | 2     | 1     | —        | —        | 12         | 6          | —     | —     | 39       | 9        |
| RB Leipzig              | 2019–20              | 10        | 0         | 1     | 0     | —        | —        | 2          | 0          | —     | —     | 13       | 0        |
| RB Leipzig              | Összesen             | 35        | 2         | 3     | 1     | 0        | 0        | 14         | 6          | 0     | 0     | 52       | 9        |
| Hertha BSC              | 2019–20              | 11        | 5         | 0     | 0     | —        | —        | —          | —          | —     | —     | 11       | 5        |
| Hertha BSC              | 2020–21              | 27        | 7         | 1     | 1     | —        | —        | —          | —          | —     | —     | 28       | 8        |
| Hertha BSC              | 2021–22              | 1         | 0         | 0     | 0     | —        | —        | —          | —          | —     | —     | 1        | 0        |
| Hertha BSC              | Összesen             | 39        | 12        | 1     | 1     | 0        | 0        | 0          | 0          | 0     | 0     | 40       | 13       |
| Atlético de Madrid      | 2021–22              | 29        | 6         | 2     | 1     | —        | —        | 5          | 0          | 1     | 0     | 37       | 7        |
| Atlético de Madrid      | 2022–23              | 11        | 0         | 1     | 0     | —        | —        | 5          | 0          | —     | —     | 17       | 0        |
| Atlético de Madrid      | Összesen             | 40        | 6         | 3     | 1     | 0        | 0        | 10         | 0          | 1     | 0     | 54       | 7        |
| Wolverhampton Wanderers | 2022–23 (kölcsönben) | 17        | 2         | 2     | 0     | 1        | 0        | —          | —          | —     | —     | 20       | 2        |
| Wolverhampton Wanderers | 2023–24              | 32        | 12        | 3     | 2     | 1        | 0        | —          | —          | —     | —     | 36       | 14       |
| Wolverhampton Wanderers | 2024–25              | 33        | 15        | 2     | 2     | 1        | 0        | —          | —          | —     | —     | 36       | 17       |
| Wolverhampton Wanderers | Összesen             | 82        | 29        | 7     | 4     | 3        | 0        | —          | —          | —     | —     | 92       | 33       |
| Manchester United       | 2025–26              | 1         | 0         | 0     | 0     | 0        | 0        | —          | —          | —     | —     | 1        | 0        |
| Karrier összesen        | Karrier összesen     | 226       | 59        | 15    | 7     | 3        | 0        | 26         | 6          | 1     | 0     | 271      | 72       |

## Sikerei, díjai

### Válogatott
- Brazília U23
  - Touloni Ifjúsági Torna: 2019
  - Olimpiai játékok: 2020

### Egyéni
- Touloni Ifjúsági Torna– -legjobb góllövő: 2019

## További információ
- Matheus Cunha adatlapja a Kicker oldalán (németül)
- Matheus Cunha adatlapja a Transfermarkt oldalán (angolul)
- Matheus Cunha adatlapja a Soccerway oldalon (angolul)